# Beaumont-Hamel
Beaumont-Hamel är en kommun i departementet Somme i regionen Hauts-de-France i norra Frankrike. Kommunen ligger i kantonen Albert som tillhör arrondissementet Péronne. År 2022 hade Beaumont-Hamel 202 invånare.

## Befolkningsutveckling
Antalet invånare i kommunen Beaumont-Hamel
| Referens: INSEE |